# Juan Ignacio Rodríguez Suppi
Juan Ignacio Rodríguez Suppi (Santa Elena, Entre Ríos, 1 de julio de 1991) es un baloncestista profesional argentino que se desempeña como base en el Pico Football Club de La Liga Argentina.

## Trayectoria

### Clubes
| Club                     | País      | Año             |
| ------------------------ | --------- | --------------- |
| Zaninetti                | Argentina | 2009 - 2011     |
| Rocamora                 | Argentina | 2011 - 2012     |
| Atlético Tala            | Argentina | 2012 - 2013     |
| Ferro de Concordia       | Argentina | 2013 - 2014     |
| Echagüe                  | Argentina | 2014            |
| La Unión de Colón        | Argentina | 2014 - 2015     |
| Sportivo Las Parejas     | Argentina | 2015 - 2017     |
| Tiro Federal de Morteros | Argentina | 2017 - 2018     |
| San Isidro               | Argentina | 2018 - 2019     |
| Oberá                    | Argentina | 2019 - 2021     |
| Argentino de Junín       | Argentina | 2021 - 2022     |
| Robur Basket Osimo       | Italia    | 2022 - 2023     |
| Importadora Alvarado     | Ecuador   | 2023            |
| Chieti Basket 1970       | Italia    | 2023            |
| Lions Bisceglie          | Italia    | 2023 - 2025     |
| Pico Football Club       | Argentina | 2025 - presente |